# Валдо фон Райхенау
Вижте пояснителната страница за други личности с името Райхенау.
Валдо фон Райхенау (на немски: Waldo von Reichenau, Walto; * ок. 740, † 814, Париж) е абат и епископ.

## Произход и духовна кариера
Произлиза от знатен франкски род.
Валдо влиза в Бенедиктинския орден. През 782 г. става абат на манастир Санкт Гален, където създава библиотека. От 786 до 806 г. той абат на манастир Райхенау на Боденско езеро, където основава библиотека и манастирско училище. Той разрешава на Егино от Верона († 802) да построи на острова църквата „Св. Петър и Павел“. Манастирът Райхенау става важен център в Каролингското кралство.
През 791 г. Карл Велики го издига на епископ на Павия и Базел. Валдо рядко е в Базел, понеже в Павия отговаря за възпитанието на сина на Карл Велики Пипин (крал на Италия 781 – 810). През 805 г. той става имперски абат и домашен епископ на абатството Сен Дени в Париж.